# Metachroma occidentale
Metachroma occidentale är en skalbaggsart som beskrevs av Blake 1970. Metachroma occidentale ingår i släktet Metachroma och familjen bladbaggar. Inga underarter finns listade i Catalogue of Life.